# رباط ترک (دلیجان)
روستای رباط ترک از نظر تقسیمات کشوری در ایران زیر مجموعه استان مرکزی، شهرستان دلیجان جمعیت آن ۲۵۰ نفر با حدود ۹۰ خانوار می‌باشد.

## موقعیت جغرافیایی
این روستا از نظر موقعیت جغرافیایی در جنوب دلیجان قرار دارد.
این روستا تا پایان دههٔ سی خورشیدی، بخشی از قمصر کاشان بود و از آن به بعد تا پایان دههٔ پنجاه، از نظر تقسیمات کشوری زیر مجموعهٔ بخش میمه در استان اصفهان بود.از آن موقع به بعد زیر مجموعه شهرستان دلیجان باقی مانده است.

## مشخصات
روستای رباط ترک با پیشینه تاریخی طولانی در مرکز ایران قرار دارد، وجه تسمیه آن به دلیل قلعه(رباط) قدیمی است که گفته می‌شود به دست ترکان بنا گردیده‌است.

## تاریخ رباط ترک
پیشینهٔ سکونت در روستای رباط ترک ، به دوران تاریخی پس از اسلام بر می‌گردد ، شواهد و یافته‌های باستان‌شناسی مبنی بر وجود گورستان‌های گبری و همچنین وجود زیرخاکی‌ها(کوزه‌ها و سفال‌های قدیمی با قدمت بسیار) و بقایای باقی مانده از ذوب فلزات در اطراف قلعه تخت کوه این موضوع را اثبات می‌کند.

## صنایع دستی
معروف‌ترین صنایع دستی می‌توان به فرش‌های دست بافت با نقشه جوشقان (بدون نقشه فیزیکی) اشاره کرد که شهرت جهانی دارند. 
این قالی‌ها اغلب توسط پشم و خامه بافته می‌شوند و  به صورت محدود در موارد خاص در آن ابریشم به کار می‌رود.
قالی‌ها دارای طرح مختلف می‌باشد که معروف‌ترین آن (جنگل جوشقان) نام دارد .

## زبان
مردم روستای رباط ترک به زبان فارسی سخن میگویند. اما در گویش و محاورات نسل های گذشته و افراد مسن تر روستا، وجود کلمات فارسی دَری مشهود است.همچنین با توجه به اینکه در سالیان دور اقوامی از شهرهای اصفهان ، کاشان ، قم ،محلات و روستاهای همجوار به روستای رباط ترک مهاجرت کرده اند، تاثیر گویش این مناطق بر گویش مردمان رباط ترک تا حدودی قابل مشاهده است .

## دین
دین مردم رباط ترک اسلام و مذهب آنها شیعه اثنی عشری است.

## انتخابات شورا اسلامی شهر و روستا
در سال 1400 آقایان محمد اسدی فرزند سیف اله ، علی سعیدی فرزند شیخ محمد و امیر نصیری فرزند مسلم اکثریت آرا را کسب نموده و وارد شورا شدند هم اکنون آقای محمد اسدی فرزند سیف اله به عنوان رئیس شورای می باشد.

## دهیاری روستا
ساختمان دهیاری در زمانی که آقای علی سعیدی مسئولیت دهیاری را به عهده داشتند بنا گردید.
هم اکنون مهندس علی دهقانی دهیار روستا می باشد.

## آئین نخل‌برداری در روز عاشورا
آئین پرشور نخل‌برداری رباط ترک در روز عاشورا با چاووشی‌خوانی تعدادی از چاووشی‌خوانان آغاز می‌شود و از مهم‌ترین بخش‌‏‏‎های مراسم روز عاشورا بشمار می‌آید.

## موقعیت
در مسیر جادهٔ اصلی و ترانزیت تهران-اصفهان ۳۰ کیلومتر که از دلیجان می‌گذریم در سمت راست جاده رباط ترک قرار دارد.

## آب کشاورزی
آب کشاورزی روستای رباط ترک از ۲ رشته قنات تامین می شود که نام قنات ها محمد آباد به طول 6 کیلومتر و آجری به طول سه کیلومتر که در جنوب روستا واقع شده و سر چشمه آن از آبریز کوههای قرقچی می باشند.

## بحران آب
به لحاظ تاریخی، شریان حیاتی آب کشاورزی روستای رباط ترک ، رشته کاریزهایی بوده است که با حفر بی رویه چاه های عمیق و نیمه عمیق فرونشست کارکرد خود را از دست داده اند. حفر این چاه های عمیق و نیمه عمیق، بعضاً بدون مطالعه کافی، با صرف هزینه های هنگفت بوده و چنانکه باید بازده اقتصادی لازم را ندارند.
با مطالعه و پژوهشی در باره آب و آبياري بیشترین واگذاری زمین توسط امور اراضی و جهاد سازندگی میمه و دلیجان  در منطقه علی آباد جنوب شرقی روستا بوده است. هم اکنون حدود 20 حلقه چاه عمیق و نیمه عمیق حفر شده است و با پمپ های قوی آب از زیرزمین بالا کشیده می‌شود.

## دشتهای کشاورزی
در روستای چندین دشت و باغستان وجود دارد.
نام این دشتها : دشت پایین ، دشت بالا،دشت آجری ، دشت در قلعه ، دشت پشت قلعه- دشت هرزاب ، دشت جاده تخت کوه ، دشت جاده بابا پیر ، دشت جهان آباد ،دشت چال گاهی ،دشت پشت قبرستان ، دشت مرق بزرگ ،دشت دره ، دشت مور کوره ، دشت مور زرد ، دشت سرچم ، دشت خورازگاه ، دشت باغ اسپرسی ........

## وضعیت  امدادی و حفاظتی 
رباط ترک در حال حاضر فاقد پاسگاه انتظامی ، پایگاه اورژانس ، پاسگاه محیط بانی و تجهیزات حفاظتی متمرکز و مستقر در منطقه است.

## مسجد 
مسجد روستای رباط ترک تقریباً در میانه این روستا واقع شده‌است.

## مکانهای آموزشی
مدارس تقریبا در جنوب شرقی این روستا واقع شده‌است.

## مکانهای ورزشی
مکانهای ورزشی(زمین فوتبال - والیبال و فوتبال ساحلی) تقریبا در جنوب شرقی این روستا واقع شده‌است.

## آسمان کویری 
رباط ترک، با توجه به اینکه بیابانی و کویری است اما به دلیل مختصات جغرافیایی که دارد و عدم وجود شهرهای پرنور در اطراف آسمانی صاف و پرستاره دارد.

## امکانات
این روستا دارای تلفن ثابت ، برق منطقه ای ؛ آب لوله‌کشی، گاز لوله‌کشی، خانه بهداشت، تعاونی روستایی و مدرسه ابتدائی را هم‌اکنون دارا می‌باشد .

### جنگ ایران و عراق
روستای رباط ترک در جنگ ایران و عراق 10 نفر کشته ،یک نفر مفقودالاثر ، یک نفر اسیر و حدود بیست نفر مجروح داشته‌است.

### پارک و بوستان روستایی
این پارک در سال ۱۳۹۴ با حضورمسئولین به بهره‌برداری رسید، در مساحتی حدود ۱۵۰۰ متر مربع و با بودجه دهیاری و همت دهیار وقت جناب آقای علی سعیدی ساخته شده‌است.

## گورستان قدیم و جدید
گورستان اولیهٔ رباط‌ترک، تا پایان دههٔ ۴۰ اشباع گردید و چندی بعد، گورستان جدید در شمال خاوری روستا در کنار جوی آب با فاصله نسبتا" زیاد در کنار جاده اصفهان تهران ساخته شد.

## شغل اهالی روستا
شغل بیشتر مردم این منطقه کشاورزی است و این روستا با داشتن آب و هوای مناسب، خاک حاصل خیز و... دارای محصولات باغی همچون گردو، بادام، زردآلو و ۱۰۰ هکتار زمین کشاورزی است که حدود یک سوم آن اختصاص به گل محمدی دارد.
در چندین سال گذشته به دلیل کاهش نزولات آسمانی و کاهش آب قنوات، کشاورزان تمایل به کشت زعفران آورده‌اند. این گیاه از سود آوری خوبی برخوردار می‌باشد.
با توجه به اقلیم نسباتا" سرد منطقه, فصل کشاورزی از آخر اسفند تا اواسط آبان ماه است.

## نانهای محلی روستا
زنان این روستا در پخت نان محلی مهارت بسیار زیادی داشتند و از مشهورترین نان‌های آنها می‌توان به نانهای شاته(تقریبا همانند تافتون) ، نان قلمبی (تقریبا همانند بربری)، نان قلمبی آبی(تقریبا همانند بربری روغنمال)  نان دوباره پزه(تهیه از نانهای خشک و مانده) و نان سیب زمینی(مخلوط خمیر و سیب زمینی) اشاره کرد که این نانها همواره با گل قرمز ، گل زرده ،کنجد و سبزیجات تزیین میگردیدند.

## گیاهان وحشی و داروئی
شیرین بیان (موهد)
آویشن (اوشوم)
خاکشیر ،
زیره ،
بالنگ ،
تخم شربتی ،
مورت
و گیاهان وحشی دارویی و غیر دارویی می باشد

## گونه‌های شاخص جانوری
۲۰ گونه پستاندار، ۱۵ گونه خزنده، ۵۰ گونه پرنده و تعدادی از گونه های دوزیست شامل  مار آبی  ،لاک‌پشت‌های گازگیر،  لاک‌پشت‌های زمینی ، لاک‌پشت برکه‌ای ؛ وزغ  و  قورباغه  در این منطقه شناسایی شده‌است.
پوشش گیاهی این روستا یکی از زیستگاه های حیوانات وحشی و معروف کشور می باشد ، که محل زیست حیوانات گوناگونی نظیر گربه پالاس، قوچ و میش، کل و بز، گراز(خوک وحشی)، پایکا و مار شاخدار - مارافعی – گرگ – شغال - روباه– کفتار و انواع بیشماری از پرندگان است.

## آثار باستانی
قطعه آجري
اولین و مهم‌ترین آثار باستانی رباط ترک قلعه آجری بود که به کلی تخریب شده‌است. این قلعه دارای هشت برج به شرح زیر بود:
۱-برج آقا بگم ۲- برج مصطفی آقا مرتضی ۳- برج حوا خاتون کل خدابخش ۴- برج آقاحمزه برادر آقا حسن ۵- برج نصرالله قاضی ۶- برج عباس کل خدا بخش سر در قلعه آجری ۷- برج میرزا یحیی ۸ - برج میرزا زین العابدین
اين قلعه که با آجر و آهک ساخته شده تماما تخريب گرديده و به دليل بي توجهي مسئولين در گذشته چيزي به غير از خاک و نخاله  از آن باقي نمانده و مسئولین کنونی هم کاری مثبتي جهت مرمت و بازسازي آن انجام نداده اند .شايد تاريخ و تمدن ما ايرانيان به فراموشي سپرده شده باشد.
در صورتيكه كه بيگانگان اطلاعات بيشتري از تمدن كهن ما را در اختيار دارند.
کاروانسراي قديمي
اين کاروانسرا در جوار روستا قرار دارد  در اثر مرور زمان و بي توجهي مسئولين قسمتهايي از آن تخريب  ، و تا کنون تلاشي توسط ميراث فرهنگي استان مرکزي جهت مرمت و يا بازسازي آن صورت نگرفته است.  و هم اكنون محل نگهداري دام و طيور مي باشد
قلعه ورکانیها
این قلعه که تماما" از خشت و گل ساخنه شده  و نسبت به قلعه های دیگر قدمت کمتری دارد هم اکنون از بین رفته است.
كشاورزاني كه از روستاي وركان جهت امرار معاش و كار  كشاورزي  به  رباط ترك كوچ كرده بودند و كار املاك داران و خوانين ميمه را انجام ميدادند ، در اين محل سكونت داشتند به قرار روايات  آنها  اجازه سكونت  در محله هاي  ديگر روستا را نداشتند.
قلعه تخت كوه
قلعه تخت کوه مربوط به دوران‌های تاریخی پس از اسلام است و در بخش مرکزی شهرستان دلیجان، روستای رباط ترک واقع شده و این اثر در تاریخ ۱۰ دی ۱۳۸۱ با شمارهٔ ثبت۶۹۶۵ به عنوان یکی از آثار ملی ایران به ثبت رسیده‌است.
قلعه تخت کوه بر بالای صخره ای آهکی در دامنه کوه ی به همین نام و در شمال غرب روستای رباط ترک ۶ کیلومتری جاده اصفهان – تهران واقع شده‌است. این بنا از ساخته‌های دوره اسلامی می‌باشد قلعه تخت کوه دارای پلانی مستطیل شکل و در جهت جنوب غربی – شمال غربی بنا شده‌است. قلعه با سنگهای نامنظم آهکی همان کوه و با ملات گل ساخته شده‌است. ارتفاع باقی‌مانده دیوارها بین ۱ تا ۵ متر و ضخامت دیوارها ۱ تا ۵/۱ متر می‌باشد دیوار جنوب غربی و غربی تقریباً" سالم مانده و دیوارهای شمال شرق و شرق قلعه تخریب شده‌اند. قلعه دارای چهار برج توخالی بوده که بجز برج جنوب غربی بقیه تقریباً" سالم مانده‌اند بالای برج‌ها با چینه ساخته شده که در حال حاضر بین نیم تا یک متر از چینه باقی‌مانده‌است. در داخل قلعه آثاری از دیوارهای بناهای داخلی به چشم می‌خورد که محدوده سه اتاق در جنوب غربی قلعه مشاهده می‌گردد. همچنین در قسمت جنوب غربی قلعه خارج از بنا آثاری از دیواری به طول ۷۰/۵ متر و ضخامت ۱ متر و ارتفاع ۲۰ سانتی‌متر باقی‌مانده که ساخت و سازهایی در خارج از قلعه‌است. در قسمت جنوب و شرق صخره سنگی زیر قلعه کنده شده که در گذشته گله داران از آن به عنوان پناهگاه دام استفاده می‌کنند.

## بعضی ازضرب المثل های رایج
بهشت به سرزنش نمی ارزه
خانه شاه را که دیدی نباید خانه خودت را خراب کنی.
کسی که نداره ببخشه چی داره که برقصه.
نه خود خوری نه کس دهی کنده کنی به سگ دهی.
معرفت خر یا گوزه یا لگد.
بر چشم شور لعنت.   بر کون نشور لعنت

## بعضی از اعتقادات و باورها
دعوای گربه و زدن قیچی به هم = دعوا شدن
خواندن و لانه سازی جغد در هر خانه ای= ویرانی
بانگ خروس در استانه در = خوش یمن است
دیدن کبوتر= نشانه روزی
اگر چشم کسی به رنگین کمان بیفتد خوش یمن است .
غارغار کلاغ = ورود مهمان را نوید می دهد

## فاصله (تقریبی) رباط ترک از شهرها و مکانهای مهم
فاصله تا مرکز شهر دلیجان--> 34 کیلومتر ( 28 دقیقه)
فاصله تا فرودگاه بین المللی اراک --> 179 کیلومتر ( 2 ساعت )
فاصله تا ایستگاه راه آهن اراک  --> 167 کیلومتر ( 2 ساعت و 10 دقیقه )
فاصله تا شهرخمین --> 104 کیلومتر ( 1 ساعت و  30دقیقه)
فاصله تا شهرمحلات --> 60 کیلومتر ( 45 دقیقه )
فاصله تا قلعه تخت کوه --> 7 کیلومتر ( 15 دقیقه )
فاصله تا غار چال نخجیر --> 44 کیلومتر ( 40 دقیقه )
فاصله تا مرکز شهر اصفهان--> 150 کیلومتر ( 1 ساعت و 30 دقیقه )
فاصله تا مرکز شهر تهران --> 300 کیلومتر ( 3 ساعت و 30 دقیقه )
فاصله تا مرکز شهر قم --> 100 کیلومتر ( 1 ساعت و 30 دقیقه )
فاصله تا موزه مردم شناسی دلیجان --> 34 کیلومتر ( 30 دقیقه )
فاصله تا سد پانزده خرداد --> 40 کیلومتر ( 30دقیقه )
فاصله تا مسجد مس سر دلیجان --> 35 کیلومتر ( 30دقیقه )
فاصله تا آستان مقدس امامزادگان حوریه خاتون و کاظمه خاتون --> 40 کیلومتر ( 45 دقیقه )
فاصله تا منطقه ییلاقی جاسب --> 72 کیلومتر ( یک ساعت )